# Żuławka Sztumska
Żuławka Sztumska (deutsch Posilge, früher Posilgen) ist eine Ortschaft in der Stadt- und Landgemeinde (Gmina) Dzierzgoń (Christburg) im Powiat Sztumski (Stuhmer Kreis) der polnischen Woiwodschaft Pommern.

## Geographische Lage
Das Kirchdorf liegt im ehemaligen Westpreußen, etwa 19 Kilometer nordöstlich von Stuhm (Sztum), 15 Kilometer ostsüdöstlich von Marienburg (Malbork) und zehn Kilometer nördlich von Großwaplitz (Waplewo Wielkie).

## Geschichte

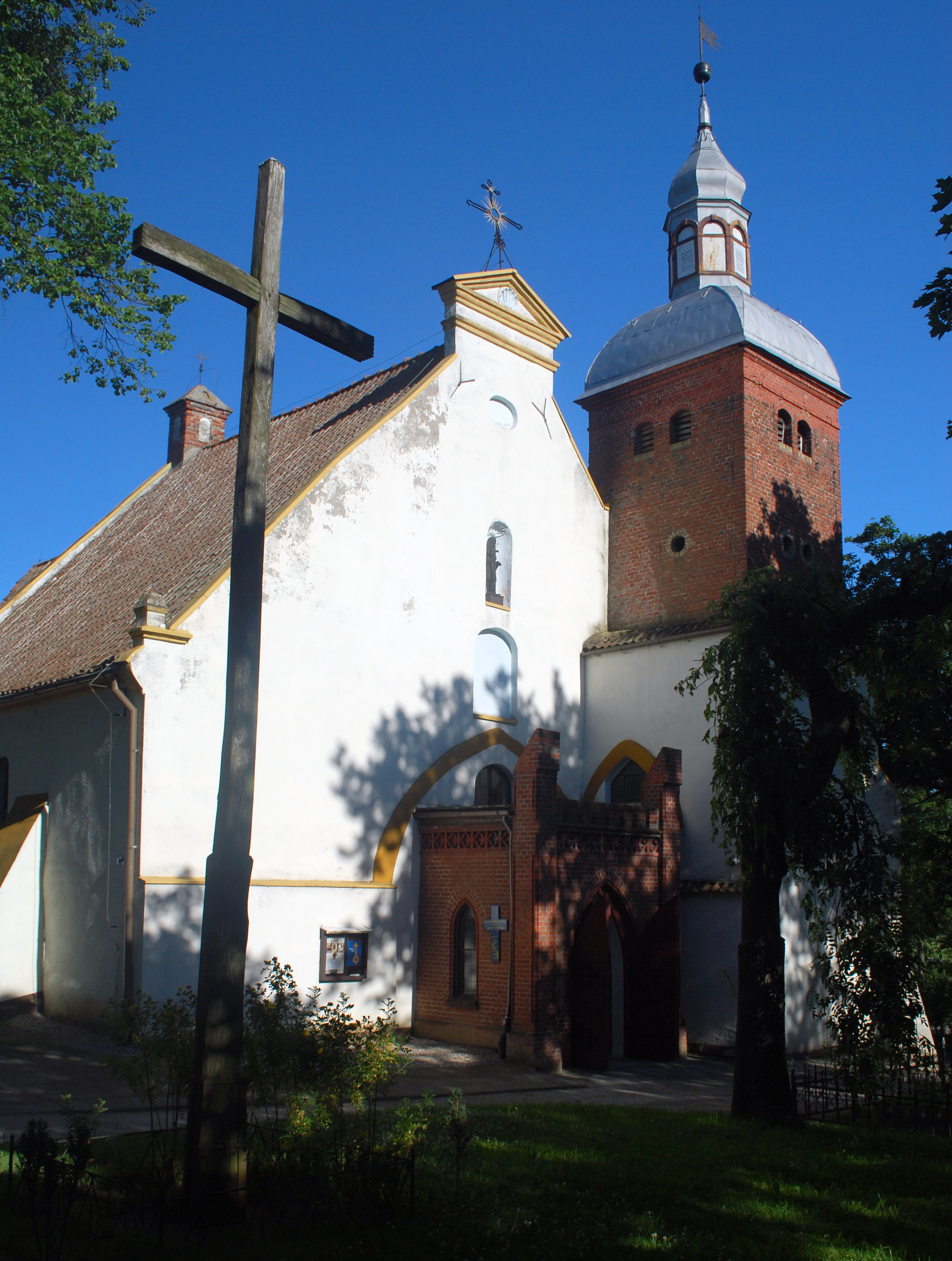
Dorfkirche, bis 1945 Gotteshaus der katholischen Gemeinde Posilge (Juli 2010)

Ältere Ortsbezeichnungen sind Pozolue, auch Posolua (1249), Poselge (1303), Pusilien (1345), Posilia (1381), Pozylia oder Żulawka (1672), Possilien (1773), Posilge (1774) und Posilgen (1789), lateinisch Pusilia. Die ersteren dieser Ortsnamen lassen sich nach Schmitt durch eine Wortverwandtschaft mit Po-Żulaw (am Werder) etymologisch deuten.
Wie Funde von Steinkistengräbern der Bronzezeit belegen, war der Ort schon in vorgeschichtlicher Zeit bewohnt gewesen.
Die Gründung des Dorfs geht auf den Deutschordens-Komtur Helwig von Goldbach zurück. Luther von Braunschweig, einer seiner Nachfolger, hatte es unter Erweiterung der Gemarkung umgestaltet. Deswegen erneuerte der Komtur Conrad von Bruningsheim 1354 das Gründungsprivilegium, wonach das Dorf 102 Hufen und acht Morgen erhielt, davon die Kirche sechs und der Schulze vier Hufen und acht Morgen.
Das Schloss, 1271 zu den wichtigsten Ordensburgen zählend,  wurde in diesem Privileg nicht mehr erwähnt, war also wohl nicht mehr vorhanden.
In Posilge sprach man bis 1945–46 Hochpreußisch.
Nach dem Schwedenkrieg war 1669 keine Schule da; vor dem Krieg hatte der Lehrer jährlich zwölf Mark erhalten.
Im Jahr 1945 gehörte die Landgemeinde Posilge zum Landkreis Stuhm im Regierungsbezirk Marienwerder im Reichsgau Danzig-Westpreußen des Deutschen Reichs. Posilge war Sitz des Amtsbezirks Posilge.
Im Januar 1945 wurde Posilge von der Roten Armee besetzt. Nach Beendigung der Kampfhandlungen wurde die Region seitens der sowjetischen Besatzungsmacht zusammen mit ganz Hinterpommern und der südlichen Hälfte Ostpreußens – militärische Sperrgebiete ausgenommen – der Volksrepublik Polen zur Verwaltung überlassen. Es wanderten nun Polen zu. Posilge wurde unter der polnischen Ortsbezeichnung „Żuławka Sztumska“ verwaltet. Die einheimische Bevölkerung wurde mit wenigen Ausnahmen von der polnischen Administration aus Posilge vertrieben.

### Demographie
| Jahr | Einwohner | Anmerkungen |
| ---- | --------- | --- |
| 1783 | –         | königliches Dorf mit einer katholischen Kirche, 73 Feuerstellen (Haushaltungen), in Westpreußen                      |
| 1818 | 574       | königliches Dorf, Amt Stuhm, mit Mutterkirche                                                                        |
| 1864 | 1224      | Dorf, darunter 591 Evangelische und 628 Katholiken                                                                   |
| 1910 | 984       | Landgemeinde, am 1. Dezember, darunter 436 Evangelische und 535 Katholiken; 57 Personen mit polnischer Muttersprache |
| 1933 | 936       | [ 9 ] |
| 1939 | 965       | [ 9 ] |

## Kirche
Die Ursprünge der katholischen Kirche in Posilge gehen auf das 13. Jahrhundert zurück.
Im Zweiten Nordischen Krieg wurde die Kirche geplündert; die Glocken wurden weggenommen, nach Elbing verbracht und verkauft. 1666 stürzte das Glockenhaus ein, und da es auf die Kirche fiel, zerbrach es die Mauern des großen Chors und der Kapelle.
Prediger vor 1945
- Arnold, Pfarrer von „Posolva“, 1250[4]
- Heinrich, Pfarrer von Posilia, 1286–1298[4]

In Posilge wurde schon 1578 auch evangelisch gepredigt. Die Protestanten der hier bis 1945 anwesenden Dorfbevölkerung gehörten zur evangelischen Pfarrei Stalle.

## Personen, deren Name mit dem Ort verbunden ist
- Johannes von der Posilge (ca. 1340–1405), vermutlich hier geboren, Offizial von Riesenburg (Pomesanien), Pfarrer von Ladekopp und preußischer Chronist des Mittelalters[2]